# Lecceto d'Acquasanta
Lecceto d'Acquasanta este o arie protejată (arie specială de conservare — SAC, sit de importanță comunitară — SCI) din Italia întinsă pe o suprafață de 379 ha, integral pe uscat.

## Localizare
Centrul sitului Lecceto d'Acquasanta este situat la coordonatele 42°46′15″N 13°24′10″E / 42.770833°N 13.402778°E.

## Înființare
Situl Lecceto d'Acquasanta a fost declarat sit de importanță comunitară în iunie 1995 pentru a proteja 6 specii de animale. Situl a fost protejat și ca arie specială de conservare în aprilie 2016.

## Biodiversitate
Situată în ecoregiunea continentală, aria protejată conține 6 habitate naturale: Pajiști uscate seminaturale și facies de acoperire cu tufișuri pe substraturi calcaroase (Festuco-Brometalia) (* situri importante pentru orhidee), Pseudostepă cu ierburi și specii anuale de Thero-Brachypodietea, Galerii de Salix alba și de Populus alba, Păduri de Castanea sativa, Păduri de Quercus ilex și Quercus rotundifolia, Păduri de stejar alb estice.
La baza desemnării sitului se află mai multe specii protejate:
- păsări (3): caprimulg (Caprimulgus europaeus), sfrâncioc roșiatic (Lanius collurio), viespar (Pernis apivorus)
- mamifere (1): lupul (Canis lupus)
- nevertebrate (2): croitorul mare al stejarului (Cerambyx cerdo), rădașcă (Lucanus cervus)